# Флешетт-гвинтівка

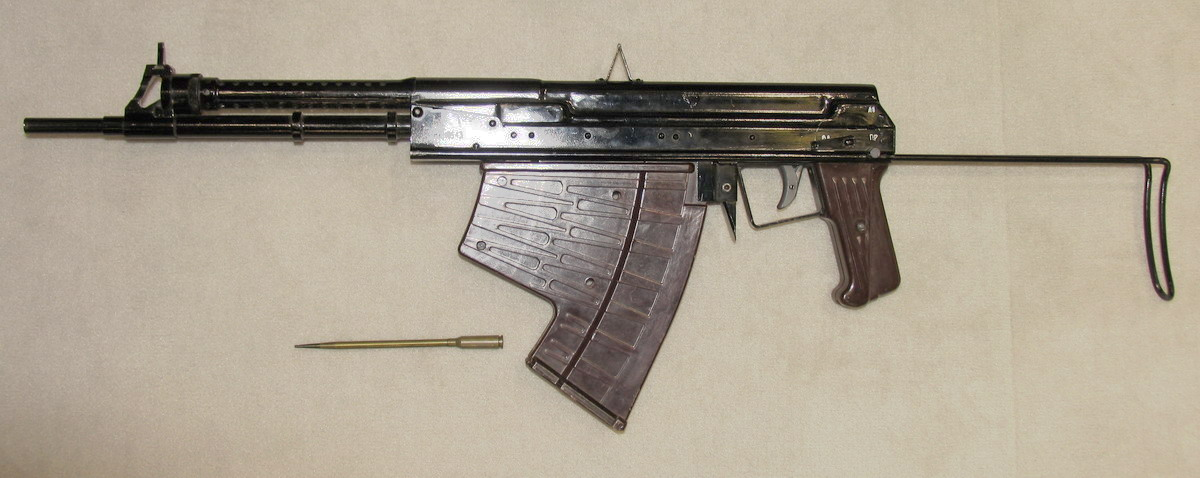
АПС, підводний автомат, розроблений в Радянському Союзі на початку 1970-х

Голчаста гвинтівка, також відома як голкостріл, флешетт-гвинтівка, вогнепальна зброя яка стріляє невеликими, інколи опереними, металевими дротиками або флешеттами.

## Історія
Перші снаряди ранніх гарматних систем з 14-го століття представляли собою ковані залізні флешетти, які були обгорнуті шкіряними піддонами. Однак через витрати і проблеми з виготовленням цих дротиків в доіндустріальну епоху вони незабаром були замінені менш точними кам'яними ядрами.
В масове використання флешетти повернулися перед Першою світовою війною. Починаючи з 1910 року французи почали експериментувати з флешеттами, які можна було скидати з повітря; такі флешетти широко використовували під час війни.
У червневому випуску «Gallery Magazine» за 1978 рік Лерой Флетчер Проуті описує випробування зброї з флешеттами в 1960, крім того, Вільям Колбі в комісії Черча в період з 16 по 18 вересня 1975 описує зброю з флешеттами. Чарльз Сенсей свідчив, що був інженером проекту пускової установки дротиків M-1, яка була схожа на пістолет M1911 з прицілом над стволом
Сенсей стверджував, що M-1 було розроблено для сил спеціальних операцій армії США, щоб використовувати його в В'єтнамській війні, але вони так і не потрапили до армії через проблеми з логістикою. Боєприпаси з флешеттами, які були встановлені в піддони були доступні для гвинтівки M-16, дробовиків та іншої зброї використовували в В'єтнамі.
В червні 1965 в журналі «Esquire», перед виходом фільму про Джеймса Бонда «Кульова блискавка», було опубліковано креслення пістолета який стріляв дротиками, але який не використали в фільмі.
У той же час було розроблено підводну вогнепальну зброю яка стріляла сталевими болтами довжиною 4 дюйми (але без оперення).
Під час програми Індивідуальної зброї особливого призначення армії США, було представлено працюючий зразок «гвинтівки» XM-216, яка стріляла флешеттами. Тестування концепту було продовжено в рамках програми Майбутня гвинтівка в 1980-х, а потім в 1990-х роках в програмі Передова штурмова гвинтівка, але жодна з програм не призвела до створення системи, яка б змогла перевершити гвинтвку M16.

## Переваги та недоліки
Теоретично, перевага голкостріла над звичайною кульовою вогнепальною зброєю полягає в меншому розмірі, високому темпі стрільби та надзвичайній дуловій швидкості. Голчаста гвинтівка використовує кінетичну енергію та принцип збереження імпульсу, в результаті зброя має низьку віддачу і може завдавати значних ураженнь м'якій цілі. Хоча дротик має екстремальну швидкість, він має невелику вагу, що забезпечує кінетичну енергію, яка еквівалентна більшому снаряду, але має менший імпульс і меншу віддачу. Була експерименти з керованими флешеттами, які можуть наводитися на ціль.